# 新卡斯蒂利亚 (西班牙)
新卡斯蒂利亚（西班牙語：Castilla la Nueva，[kasˈtiʎa la ˈnweβa]）是西班牙的一个历史地理区，包括瓜达拉哈拉、马德里、托莱多、昆卡和雷阿尔城5省。

## 历史
新卡斯蒂利亚历史地区在1833年西班牙行政区划分时设立。西班牙民主转型后的1982年，法规取消了历史地区，新设立自治区。原来的新卡斯蒂利亚新分马德里自治区和卡斯蒂利亚-拉曼恰自治区。

## 扩展阅读
- José María Quadrado. . J. Repullés. 1855 （西班牙语）.